# Dreieck Neuss-Süd
Dreieck Neuss-Süd is een knooppunt in de Duitse deelstaat Noordrijn-Westfalen.
Op dit trompetknooppunt ten zuiden van de stad Neuss sluit de A46 vanuit Wuppertal aan op de A57 Krefeld-Keulen.

## Geografie
Het knooppunt ligt in de stad Neuss.
Nabijgelegen stadsdelen zijn Norf, Uedesheim en Allerheiligen.
Het knooppunt ligt ongeveer 6,2 km ten zuidoosten van hen centrum van Neuss, ongeveer 7,4 km ten zuidwesten van Düsseldorf, ongeveer 25 km ten zuiden van Krefeld en ongeveer 28 km ten noordwesten van Keulen.
Vanaf hier richting het westen tot aan het Kreuz Neuss-West lopen de A 46 en de A 57 samen.

## Naamgeving
Het knooppunt is vernoemd naar de 150.000 inwoners tellende stad Neuss. Feitelijk is het een Dreieck, maar vanwege historische redenen wordt het nog beschouwd als het Kreuz Neuss-Süd.

## Configuratie
Knooppunt
Het is een trompetknooppunt
maar voorbereid als klaverbladknooppunt, gezien de ongebruikte rangeerbaan langs de A57.
Rijstroken
Zowel de A46/A57 ten westen van Neuss als de A46 richting Düsseldorf hebben 2x3 rijstroken. De A57 naar het zuiden heeft 2x2 rijstroken.
Dubbelnummering
Tussen Kreuz Neuss-West en Dreieck Neuss-Süd vormen de A46 en de A57 samen de rondweg van Neuss.
Bijzonderheid
Het knooppunt ligt vrij ver ten zuiden van Neuss op circa 40 meter boven zeeniveau. De omgeving bestaat uit weilanden, dorpen en een bedrijventerrein.

## Geschiedenis
In 1966 is de A57 opengesteld tussen Neuss-Norf en Köln-Longerich. Het was destijds een van de eerste 2-cijferige autobahnen ten westen van de rivier de Rhein in de regio. De aansluiting met de A46 liet nog tot 1983 op zich wachten en is meteen met 2x3 rijstroken uitgevoerd. Oorspronkelijk was het de bedoeling om de A46 ten zuiden van Neuss langs te laten lopen, min of meer parallel aan de A57. Dit is ook de reden waarom het Kreuz Neuss-West pas in 2007 tot stand kwam en daarom werd het knooppunt lang als Kreuz (4 of meer takken) aangeduid en niet als Dreieck (drie takken).

## Verkeersintensiteitenn
Dagelijks passeren ongeveer 190.000 voertuiggen het knooppunt
| Van          | Naar                      | Gemiddeld aantal voertuigen per dag | Percentage vrachtverkeer |
| ------------ | ------------------------- | ----------------------------------- | ------------------------ |
| AD Neuss-Süd | AS Neuss-Uedesheim (A 46) | 59.000                              | 10,6 %                   |
| AD Neuss-Süd | AS Neuss-Norf (A 57)      | 89.900                              | 10,6 %                   |
| AD Neuss-Süd | AS Dormagen (A 57)        | 69.100                              | 8,8 %                    |

## Richtingen knooppunt
| Aansluitende wegen                         | Aansluitende wegen | Aansluitende wegen | Aansluitende wegen | Aansluitende wegen                  |
| ------------------------------------------ | ------------------ | ------------------ | ------------------ | ----------------------------------- |
| richting Neuss / Aken Düsseldorf / Krefeld |                    |                    |                    | richting Düsseldorf-Süd / Wuppertal |
|                                            |                    |                    |                    |                                     |
|                                            |                    |                    |                    |                                     |
|                                            |                    |                    |                    |                                     |
|                                            |                    |                    |                    | richting Dormagen / Keulen          |